# Sonia Chamkhi
Sonia Chamkhi est une réalisatrice, écrivaine et chercheuse en cinéma tunisienne.  

## Biographie
Sonia Chamkhi est titulaire d'un doctorat en cinéma, audiovisuel et télévision de l'université Panthéon-Sorbonne et a enseigné le design image et la pratique audiovisuelle à l'Institut supérieur des beaux-arts de Tunis. Elle est actuellement maîtresse de conférences à l'École supérieure de l'audiovisuel et du cinéma de Gammarth (ESAC, Tunisie).
À partir de 2003, elle réalise diverses fictions (Normal en 2002, Borderline en 2008 et Narcisse en 2015) et des documentaires (Douz, la porte du Sahara en 2003, L'Art du mezoued en 2010, Militantes... en 2012 et Le Temps qui passe en 2020).
Elle est récipiendaire du grand prix de la 52e édition du Festival international de femmes de Florence (Persona) pour son documentaire Militantes... en 2015, des trophées du meilleur long métrage de fiction (catégorie internationale) du FESTICAB (Burundi, 2016) et du FESTILAG (Côte d'Ivoire, 2018),, ainsi que de la mention spéciale du jury à Cinéalma (France, 2016) pour Narcisse. Ses films sont sélectionnés dans de nombreuses compétitions internationales dont le Festival de Cannes, les Journées cinématographiques de Carthage, le Festival international du film de Dubaï, le Festival du cinéma d'Afrique, d'Asie et d'Amérique latine de Milan, le Festival panafricain du cinéma et de la télévision de Ouagadougou ou le Festival international de films de femmes de Créteil.
Chercheuse et auteure littéraire, elle a écrit deux essais sur le cinéma tunisien, intitulés Cinéma tunisien nouveau : parcours autres en 2002 et Le cinéma tunisien à la lumière de la modernité : études critiques de films tunisiens (1996-2006) en 2009, et deux romans, Leïla ou la femme de l'aube en 2008 et L'Homme du crépuscule en 2012. Son premier roman remporte le prix Zoubeida-Bchir de la création féminine en 2008, le prix Comar du premier roman et la mention d'honneur du prix Noma de publication en Afrique en 2009.
Elle est membre du Parlement des écrivaines francophones.
Engagée sur la scène culturelle et artistique, elle préside en 2011 l'Association des réalisateurs de films tunisiens et siège au bureau directeur constitutif du Syndicat indépendant des réalisateurs producteurs en 2021.
En 2020, elle est nommée directrice générale du Centre national du cinéma et de l'image.
En avril 2022, elle est nommée directrice générale des Journées cinématographiques de Carthage mais démissionne aussitôt après l'édition de novembre 2022. En octobre 2023, elle est membre du jury pour les courts métrages au Festival Aflam du Sud.

## Réalisations
- Normal ou Nesma Wa Rih avec Lassaad Dkhili (court métrage, 20 min, 2002)[1]
- Douz, la porte du Sahara avec Lassaad Dkhili (documentaire, 38 min, 2003)[1]
- Borderline ou Wara Al Blayek (court métrage, 26 min, 2008)[1]
- L'Art du mezoued (documentaire, 2010)[1]
- Militantes… (moyen métrage documentaire, 52 min, 2012)[1]
- Narcisse ou Aziz Rouhou (long métrage, 90 min, 2015)[1],[14]
- Le Temps qui passe (documentaire, 20 min, 2020)[3]

## Publications
- Cinéma tunisien nouveau : parcours autres, Tunis, Sud Éditions, 2002, 238 p. (ISBN 9973-844-15-7).
- Leïla ou la femme de l'aube, Tunis, Elyzad, 2008, 192 p. (ISBN 978-9973-58-013-9).
- Le cinéma tunisien à la lumière de la modernité : études critiques de films tunisiens (1996-2006), Tunis, Centre de publication universitaire, 2009, 185 p. (ISBN 978-9973-37-538-4).
- L'Homme du crépuscule, Tunis, Arabesques, 2013, 183 p. (ISBN 978-9938-07-007-1).